# Lynchia maai
Lynchia maai är en tvåvingeart som beskrevs av Doszhanov 1977. Lynchia maai ingår i släktet Lynchia och familjen lusflugor. Inga underarter finns listade i Catalogue of Life.